# Antonio Frizzi
Antonio Frizzi (Ferrara, 24 marzo 1736 – Ferrara, 29 settembre 1800) è stato uno storico, drammaturgo e pittore italiano.

## Biografia

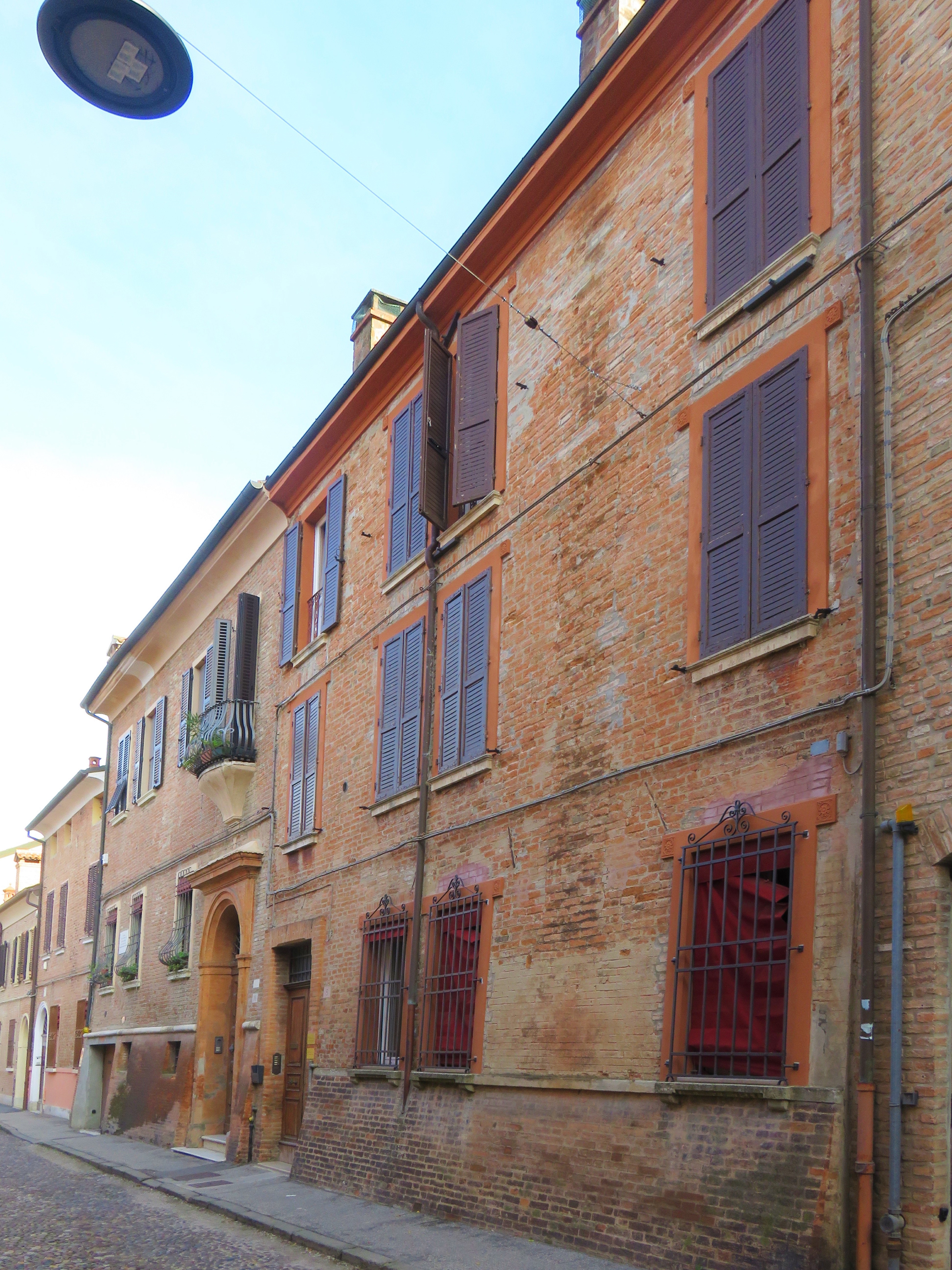
Via Frescobaldi, a Ferrara. Casa dove visse e morì Antonio Frizzi

Antonio Frizzi nacque da Nicola, notaio, e da Aurelia Giovanelli, entrambi di famiglie da lungo tempo stabilite a Ferrara, ai tempi parte dello Stato Pontificio. Fu educato agli studi umanistici nelle scuole pubbliche dei Gesuiti, dove mostrò particolare inclinazione verso la poesia e le belle arti fin dalla più giovane età. Gli fu maestro di pittura e disegno il cesenate Antonio Gavirati, pittore di poca fama.
Nella giovinezza volle farsi frate cappuccino ma, persuaso dai genitori, abbandonò l'idea e si rivolse agli studi di retorica, filosofia e matematica per poi laurearsi in Legge nel 1759 e ottenere nello stesso anno la nomina a notaio. Non abbandonò tuttavia il suo amore per le arti e frequentò i letterati di Ferrara fra cui l'erudito Giovanni Andrea Barotti di cui divenne allievo. Appassionato di poesia, il Frizzi fu tra i fondatori, con il nome di Nestore, di una accademia poetica, detta degli Argonauti, che ebbe sede a Palazzo Gulinelli, abitazione del ferrarese Jacopo Agnelli. Fu in questo periodo che il Frizzi tentò, senza successo, di intraprendere la strada della poesia la quale, risultando mediocre, abbandonò per interessarsi allo studio della storia sotto la guida dell'abate Giovan Battista Passeri, archeologo, erudito e avvocato ferrarese.
Frattanto, nel 1762, su interessamento del Barotti ottenne l'impiego di pro-segretario della Congregazione delle Acque e interruppe l'attività notarile. Nel 1767, trentenne e su suggerimento dell'anziano padre, prese per moglie Teresa Poletti dalla quale ebbe in seguito quindici maschi e tre femmine. Nel 1774 ebbe l'incarico di Pro-segretario del pubblico e poi Magistrato della Città, incarico che gli aprì gli archivi segreti di Ferrara dai quali trasse spunto per le sue successive cronache della città. Fu infatti grazie a quei documenti, uniti ad altri archivi di note famiglie ferraresi da lui ordinati e a una vasta corrispondenza epistolare con eruditi dell'epoca fra cui i gesuiti Francesco Antonio Zaccaria e Girolamo Tiraboschi, Ireneo Affò, Giambattista Verci, Francesco Leopoldo Bertoldi e il vescovo di Adria Arnaldo Speroni degli Alvarotti, che Frizzi poté concepire la stesura delle sue Memorie per la storia di Ferrara in cinque tomi (1791, 1791, 1793, 1796, 1809 postumo).
Nel 1777 perse il padre da cui ereditò la carica di segretario dell'Ospedale degli Orfani. Nel 1796 giunsero in Italia le truppe francesi per cui a Ferrara cessò il governo dello Stato Pontificio e la pubblica amministrazione cambiò radicalmente: Frizzi, sessantaseienne, chiese di essere messo a riposo il 30 giugno di quell'anno. Non dimenticando i servigi resi negli anni, la nuova amministrazione lo nominò tra i consiglieri seniori del Corpo Legislativo, carica dalla quale chiese di essere dispensato per motivi di salute.
Già da tempo sofferente di cuore, Frizzi venne colpito da malori nell'agosto del 1800 e morì nella notte fra il 28 e il 29 settembre dello stesso anno.
Fu sepolto nella tomba di famiglia nella chiesa di Santa Maria della Rosa, poi danneggiata dai bombardamenti del 1944 e infine demolita negli anni '50.

## Opere
- La Salameide: poemetto giocoso con le note, Venezia, Appresso Guglielmo Zerletti, 1772, OCLC 926805384.
- Memorie per la storia di Ferrara, 1791, II^ ed. con note di C. Laderchi, 1850
- Memorie della mia vita, 1898 (postumo)